# Stictoleptura rufa
Stictoleptura rufa är en skalbaggsart som först beskrevs av Gaspard Auguste Brullé 1832.  Stictoleptura rufa ingår i släktet Stictoleptura och familjen långhorningar.
Artens utbredningsområde är Iran. Utöver nominatformen finns också underarten S. r. dimidiata.